# Matsanahalli, Mulbagal
Matsanahalli là một làng thuộc tehsil Mulbagal, huyện Kolar, bang Karnataka, Ấn Độ.